# Arnulf Wallner
Arnulf Wallner (* 14. Mai 1936 in Bamberg; † 21. Juni 1975 in Würzburg) war ein deutscher Maler und Grafiker.

## Leben
Nach dem Studium an der Akademie der bildenden Künste München war Wallner ab 1961 als Kunsterzieher in Würzburg tätig. Als Oberstudienrat und Zeichenlehrer wirkte er am Röntgen-Gymnasium Würzburg. Ab 1967 gestaltet er figurative Zeichnungen und Gemälde mit kleinteiliger Binnenstruktur, häufig auf Basis der geometrischen Körper Dreieck, Quadrat und Kreis. Die detaillierte Darstellung menschlicher Nacktheit – Wallner sah sich in der Tradition der Grafiker der Renaissance – führte in den 1970er Jahren wiederholt zur Skandalisierung seiner Ausstellungen. So musste eine Ausstellung in der Städtischen Galerie mit Kugelschreiber-Aktzeichnungen des Künstlers geschlossen werden, weil die in Würzburg tagende Bischofskonferenz Anstoß nahm.

## Ausstellungen
- 1959: Große Kunstausstellung, Haus der Kunst München
- 1967: Große Kunstausstellung, Haus der Kunst München: Laotse: Der Geist des Tales, Aquarell, 24 × 32 cm
- 1969: Große Kunstausstellung, Haus der Kunst München: Zum Gedenken an die Okkupation der CSSR I und II, Aquarell, Feder auf Papier, 55 × 36 cm
- 1970: Große Kunstausstellung, Haus der Kunst München: Mädchen und Einhorn, Siebdruck, 61 × 86 cm
- 1975: Arnulf Wallner – Gemälde, Kugelschreiberbilder, Grafik, Städtische Galerie Würzburg (mit Katalog)
- 1975: Arnulf Wallner – Kugelschreiber-Bilder, Albrecht-Dürer-Haus, Nürnberg (mit Katalog)
- 2011:  Werkstattgalerie im BBK-Künstlerhaus, Würzburg